# Селтерс бања
Селтерс бања или Младеновачка бања се налази у Младеновцу, на пространом терену, на обронцима планине Космај 46 km југоисточно од Београда.
Клима је пријатна, а бања је позната по чистом ваздуху и прелепо уређеном парку, са доста зеленила. У близини се налазе културно-историјски споменици и излетишта. 1898. године је на овом простору откривена лековита минерална вода.
Она помаже код повреда зглобова и мишића, обољења крвних судова и горњих дисајних путева. Лековито својство ове воде познато је и употребљава се више од 100 година.
У саставу бање су и једнокреветне, двокреветне и трокреветне собе, амфитеатар, ресторан за ручавање (за 250 особа), банкет сала и базен са топлом водом.
Велике заслуге за развој Селтерс бање има др Томислав Малишић.

## Историја бање
Први подаци о Селтерсу датирају из 1893. године, када је и ископан први бунар са топлом и сланом водом. Након прве анализе, утврђена је сличност овог термо-минералног извора са бањама Бад Емса у Немачкој, Роа у Француској, Лухацовиче у Чешкој. Међутим,  најсличнија је води бање Селтерс у Немачкој, па је тако и ова новооткривена бања добила име, српски Селтерс. Вода је одликована у Бриселу 1906. године, а свега годину дана касније — и у Лондону. Од 1906. године, са истим називом вода је флаширана и дистрибуирана широм Европе.
За оснивање лечилишта заслужан је Наум Атанасијевић  који је продао наслеђен парни млин и тим новцем подигао вилу са тридесетак лежајева. У то доба, најчешћи посетиоци били су  реуматични пацијенти.
Развој бање Селтерс настављен је између два рата. Тада је број гостију премашивао број становника вароши. У том периоду објекат је и реновиран и изграђено је шест нових када. Сопственик бање је 1922. наплаћивао један динар за литар воде.
Највећи замах у развоју, Селтерс доживљава 1975. године када је Завод за медицину рада и рехабилитацију откупио и реновирао целокупни комплекс. Бања је претворена у модерно лечилиште, са специјализованим стручним кадром, савременим дијагностичким кабинетима и опремом који, уз природан фактор у лечењу, дају изузетне резултате.